# Ross O'Hennessy
Ross O'Hennessy (Pontllanfraith, 1974) è un attore britannico.

## Biografia
Nato a Pontllanfraith, piccolo villaggio del Galles meridionale, si è trasferito a Londra all'età di sedici anni, dove ha iniziato a studiare recitazione presso il National Youth Theatre. Dopo essersi diplomato alla Mountview Academy of Theatre Arts, O'Hennessy è entrato nella Royal Shakespeare Company.
Molto attivo in teatro, si ricordano alcune partecipazioni televisive a serie come Hollyoaks Later e Da Vinci's Demons, mentre nella quinta stagione della serie HBO Il Trono di Spade sostituisce Edward Dogliani nel ruolo del Lord delle Ossa. Nel 2015 interpreta il personaggio ricorrente di Locke in The Bastard Executioner.

## Filmografia

### Cinema
- Heroes and Villains, regia di Selwyn Roberts (2006)
- I Know You Know, regia di Justin Kerrigan (2008)
- Masked, regia di Martyn Foster Lewis (2011)
- The Adventurer - Il mistero dello scrigno di Mida (The Adventurer: The Curse of the Midas Box), regia di Jonathan Newman (2013)
- Extinction, regia di Adam Spinks (2014)
- War Dogs, regia di Ben Loyd-Holmes (2015)
- Narcopolis, regia di Justin Trefgarne (2015)
- The Trees That Bled, regia di Victor Wright (2017)
- Knights of the Damned - Il risveglio del drago (Knights of the Damned), regia di Simon Wells (2017)
- Accident Man, regia di Jesse V. Johnson (2018)
- Missione vendetta (Avengement), regia di Jesse V. Johnson (2019)
- Dragonheart: Vengeance, regia di Ivan Silvestrini (2020)

### Televisione
- Soldier Soldier – serie TV, 2 episodi (1995-1997)
- Killer Net – miniserie TV (1998)
- Conspiracy - Soluzione finale (Conspiracy) – film TV (2001)
- Lexx – serie TV, 1 episodio (2001)
- In Deep – serie TV, 2 episodi (2002)
- Mile High – serie TV, 1 episodio (2003)
- Roger Roger – serie TV, 1 episodio (2003)
- Giardini e misteri (Rosemary & Thyme) – serie TV, 1 episodio (2004)
- Bad Girls – serie TV, 1 episodio (2005)
- The Giblet Boys – serie TV, 2 episodi (2005)
- Caerdydd – serie TV, 1 episodio (2006)
- Torchwood – serie TV, 1 episodio (2006)
- Belonging – serie TV, 1 episodio (2007)
- Clapham Junction – film TV (2007)
- The Passion – miniserie TV, 2 episodi (2008)
- Hollyoaks Later – serie TV, 5 episodi (2011)
- Holby City – serie TV, 1 episodio (2014)
- Da Vinci's Demons – serie TV, 8 episodi (2013-2014)
- Il Trono di Spade (Game of Thrones) – serie TV, stagione 5, 1 episodio (2015)
- The Bastard Executioner – serie TV, 9 episodi (2015)
- The Musketeers – serie TV, 1 episodio (2016)
- 8 Days That Made Rome – serie TV, 1 episodio (2017)